# Aartsbisdom Owando

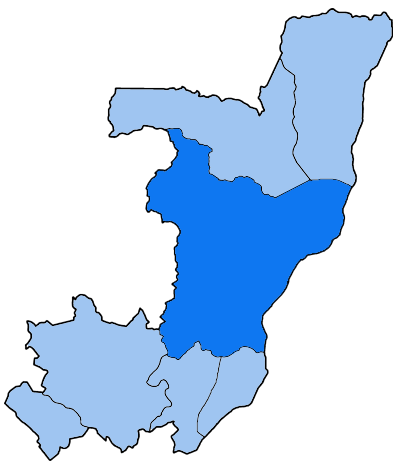
Bisdom Owando binnen Congo-Brazzaville

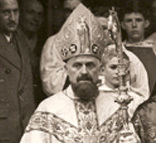
Bisschop Émile Verhille

Het aartsbisdom Owando (Latijn: Archidioecesis Ouandoënsis) is een van de drie rooms-katholieke aartsbisdommen in Congo-Brazzaville. Het aartsbisdom telt 338.000 katholieken (2019), wat zo'n 72,8% van de totale bevolking van 464.000 is, en heeft een oppervlakte van 75.000 km². In 2020 bestond het aartsbisdom uit 22 parochies. 
Owando heeft een suffragaan bisdom: het bisdom Impfondo.

## Geschiedenis
- 21 december 1950: Oprichting als apostolisch vicariaat Fort-Rousset (Arcis Rousset) uit delen van het apostolisch vicariaat Brazzaville
- 14 september 1955: Promotie tot bisdom Fort-Rousset
- 3 december 1977: Hernoemd tot bisdom Owando
- 6 juni 1983: Gebied verloren na oprichting bisdom Ouesso
- 22 februari 2013: Gebied verloren na oprichting van het bisdom Gamboma
- 20 mei 2020: Verheven tot aartsbisdom

## Speciale kerken
De kathedraal van het aartsbisdom Owando is de Cathédrale Saint-Firmin in Owando.

## Leiderschap
- Apostolisch vicaris van Fort-Rousset
  - Bisschop Émile Verhille (21 december 1951 – 14 september 1955, later bisschop)
- Bisschop van Fort-Rousset
  - Bisschop Émile Verhille (14 september 1955 – 2 maart 1968)
    - Bisschop Georges Benoit Gassongo (apostolisch administrator 2 maart 1968 – 27 februari 1970)
- Bisschop van Owando
  - Bisschop Georges-Firmin Singha (23 mei 1972 – 1 september 1988)
  - Bisschop Ernest Kombo (7 juli 1990 – 22 oktober 2008)
    - Bisschop Louis Portella Mbuyu (apostolisch administrator oktober 2008 – 11 februari 2011)

  - Bisschop Victor Abagna Mossa (sinds 11 februari 2011 - 30 mei 2020)
- Aartsbisschop van Owando
  - Bisschop Victor Abagna Mossa (sinds 30 mei 2020)